# Santa Maria de Colera

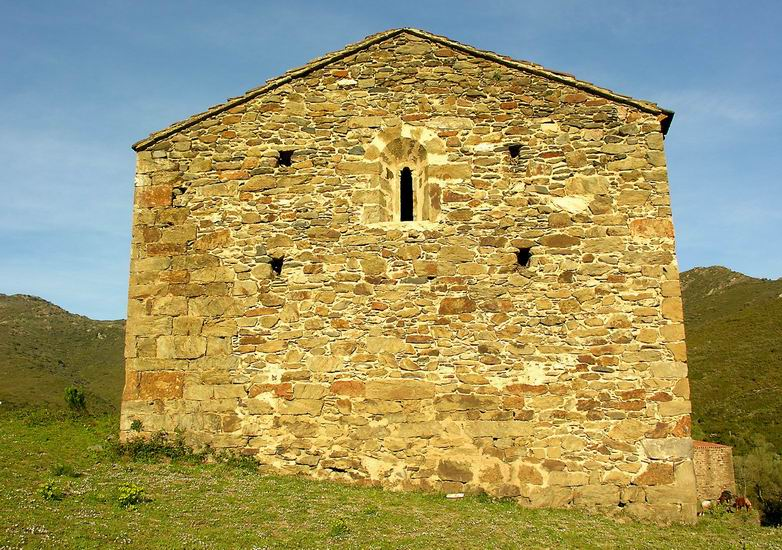
Santa Maria de Colera von Westen

Santa Maria de Colera ist eine romanische Kirche im Norden Kataloniens, die in unmittelbarer Nähe der Abtei Sant Quirze de Colera im 12. Jahrhundert errichtet wurde.

## Lage

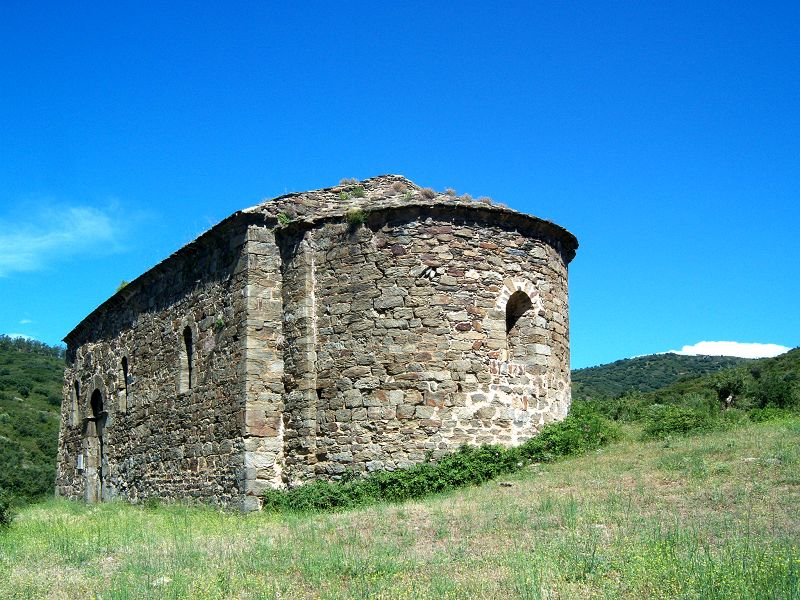
Blick von Osten

Santa Maria de Colera ist nur 100 Meter westlich von der Basilika der Abtei Sant Quirze de Colera erbaut worden. Auch sie ist Teil des Naturparks der Serra de l’Albera (Paratge Natural d’Interès Nacional de l’Albera) und gehört zur im Alt Empordà gelegenen Gemeinde Rabós. Ihre Meerhöhe beträgt 175 Meter.

## Beschreibung

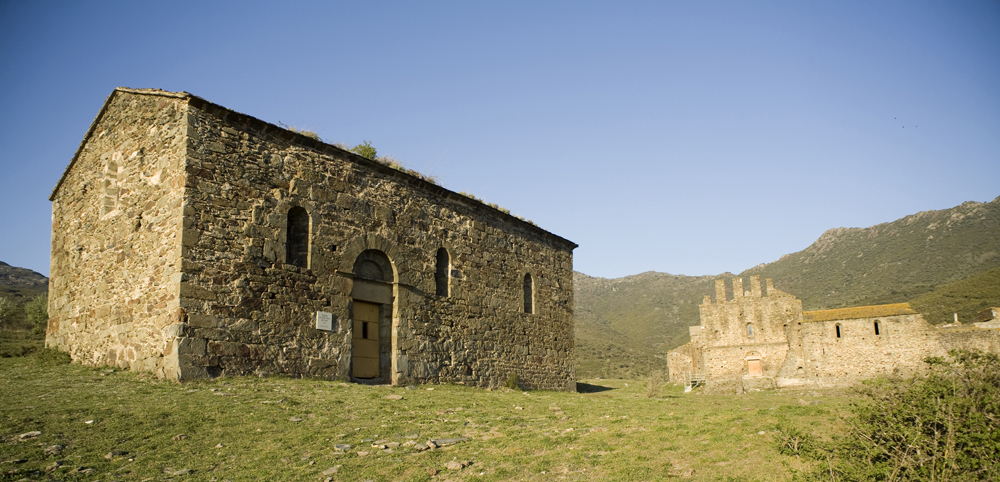
Santa Maria de Colera von Süden

Anlässlich der zweiten Einweihung der Abtei Sant Quirze im Jahr 1123 wurde auch Santa Maria de Colera geweiht. Die relativ kleine rechteckige, 20 Meter lange und 10 Meter breite Kirche besteht aus einem einzigen Kirchenschiff mit durchhaltendem Spitztonnengewölbe. Ihre Längsachse ist nach Ost-West ausgerichtet. Die Chorseite im Osten wird von einer halbrunden Apsis mit mandelförmigem Gewölbe aus dem 12. und 13. Jahrhundert abgeschlossen. Die Apsis öffnet zum Kirchenraum mittels zweier spitz zulaufender Bögen. Auf der Nordseite überragt die Mauerbasis etwas die restliche Wandflucht. Der Kirchenraum wird von insgesamt fünf Fensteröffnungen erhellt. Es handelt sich um recht schmale, längliche Rundbogenfenster mit doppelt geschrägter Laibung. Auf der Südseite sind drei, auf der Westseite und in der Apsis je eine Fensteröffnung eingelassen. Die Eingangstür befindet sich auf der Südseite. Sie wird nach oben von gestuften Doppelrundbögen abgeschlossen, die über einem mächtigen Türsturz mit halbkreisförmigem Tympanon aufsitzen. Als Baustein wurde grob behauener Bruchstein aus anstehendem Schiefergestein verwendet, der wie üblich  hintereinander in Reihe vermauert wurde.
Die Kirche diente einst als Pfarrkirche.
In den letzten Jahren wurden diverse Konsolidierungs- und Restaurierungsarbeiten an der Kirche durchgeführt, die nach wie vor andauern.

## Photogalerie

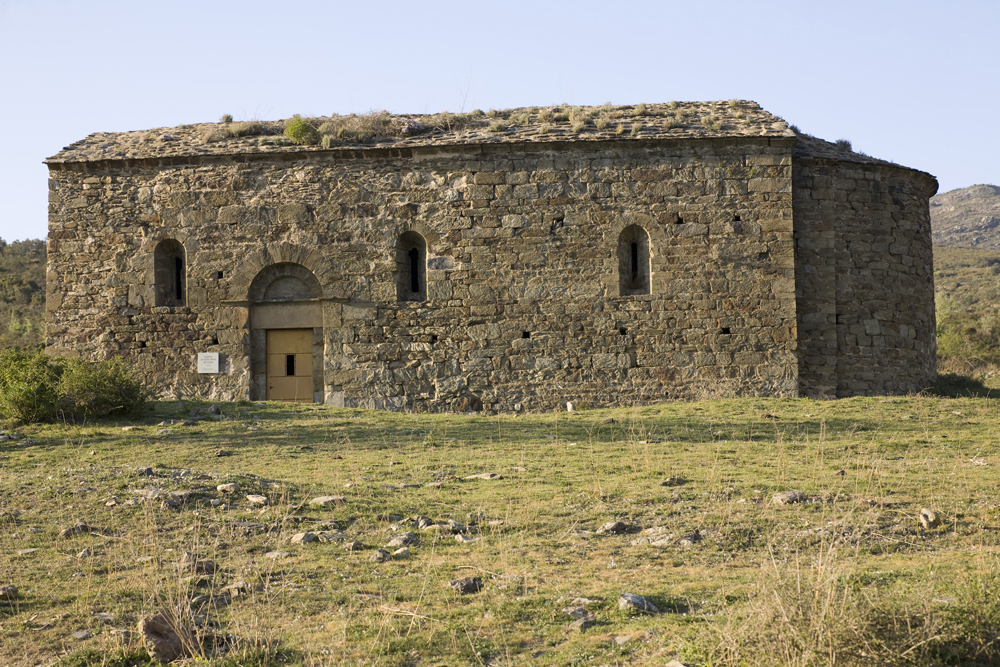
Südseite
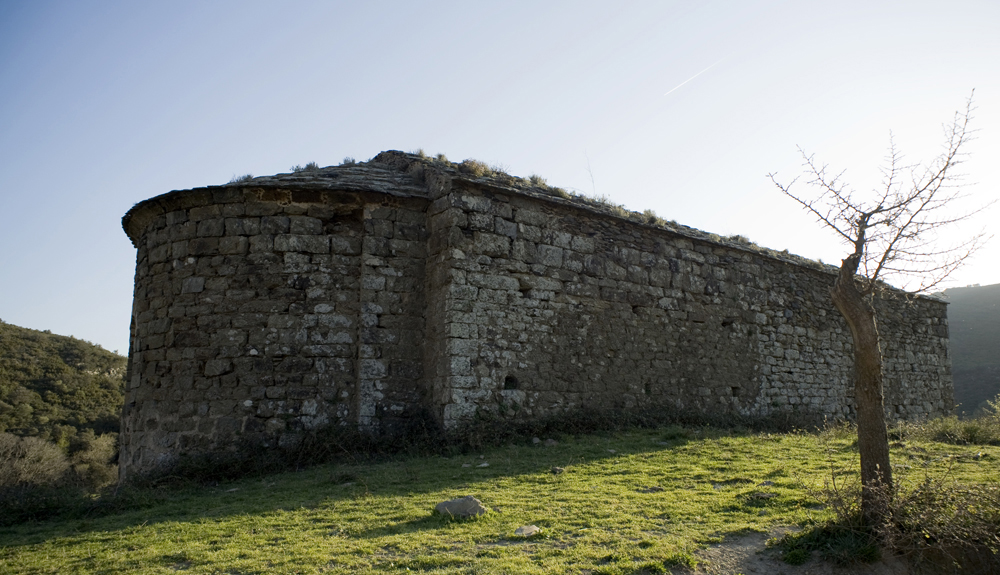
Nordseite
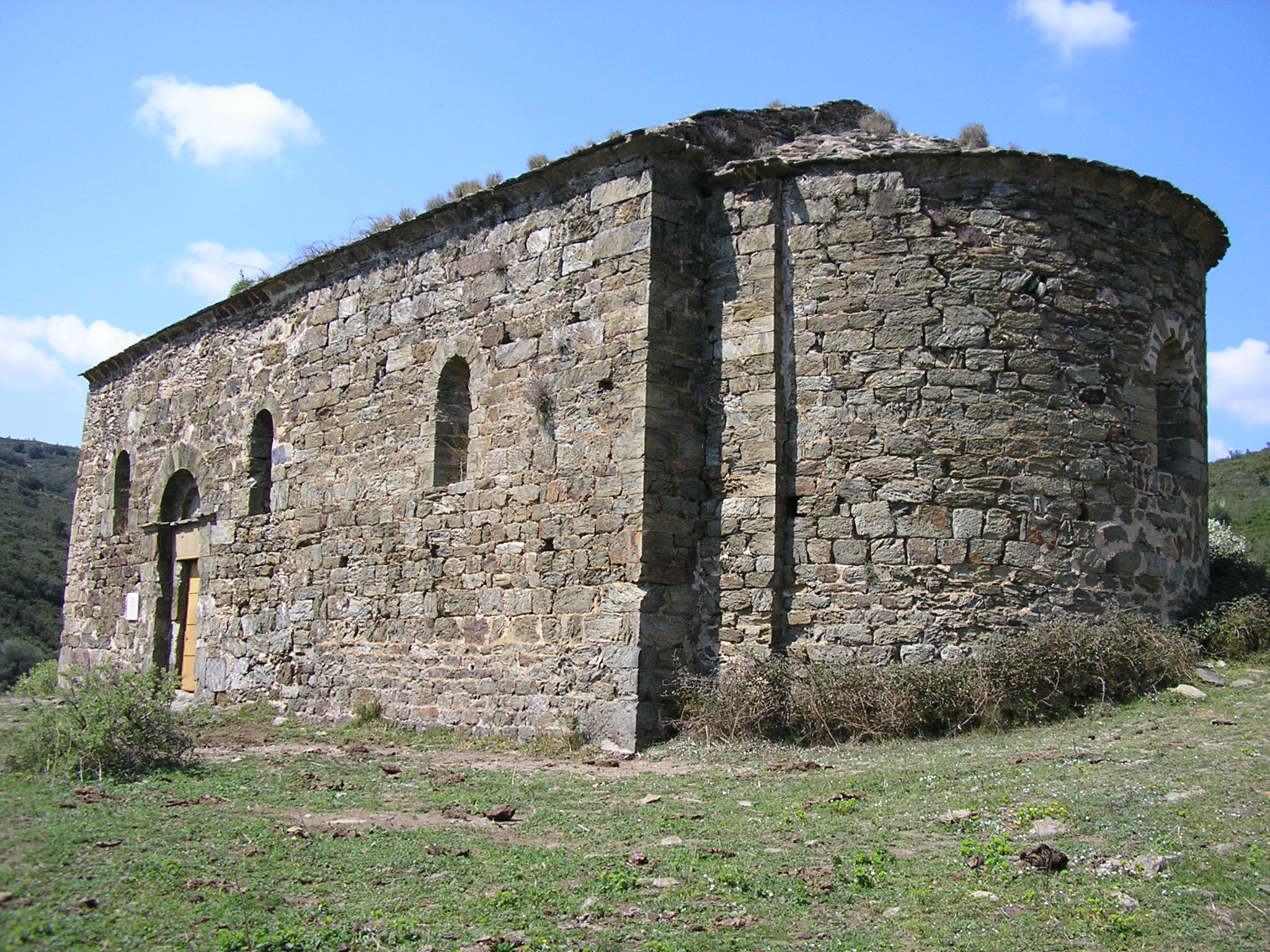
Südostseite
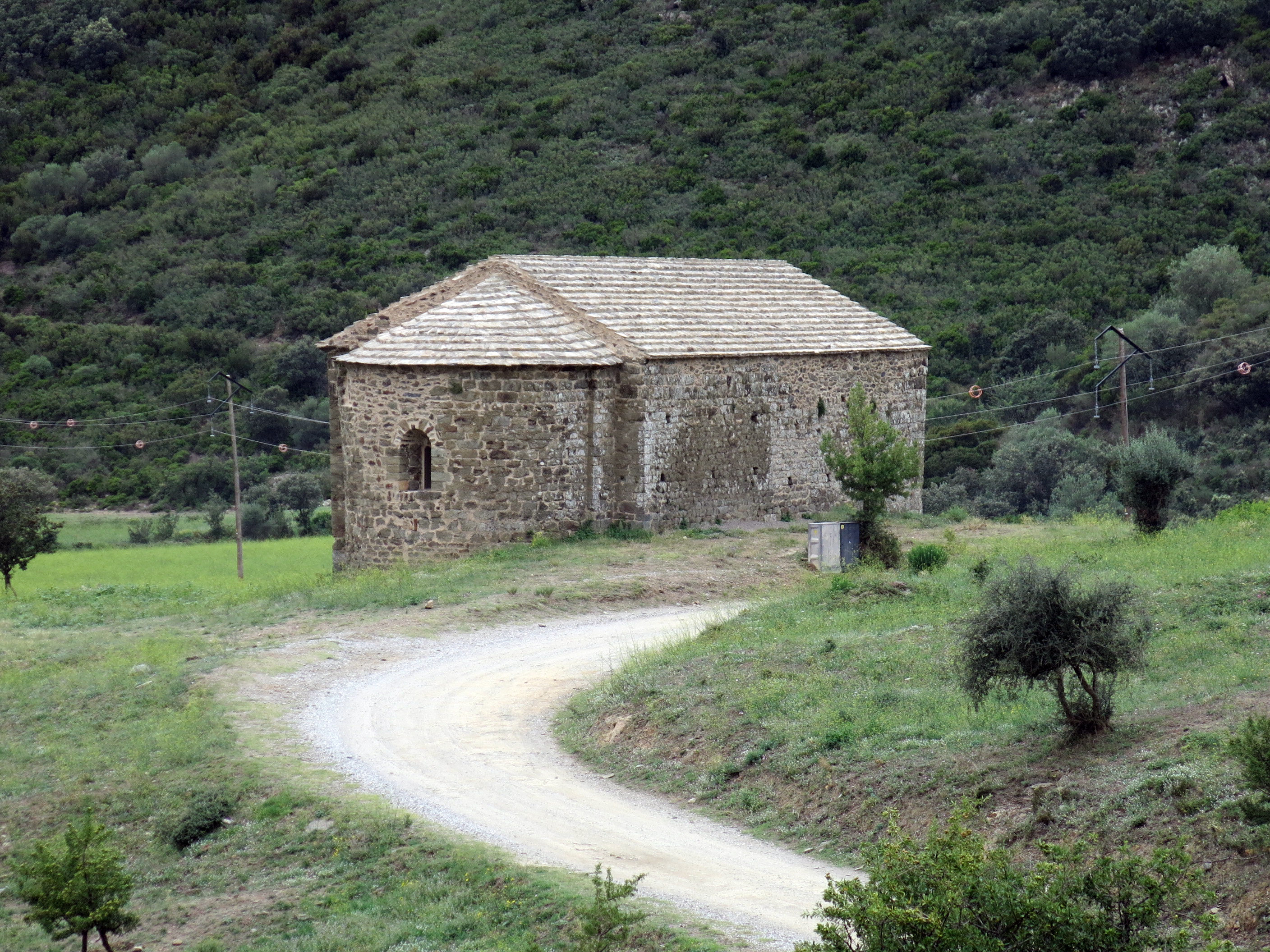
Nordostseite
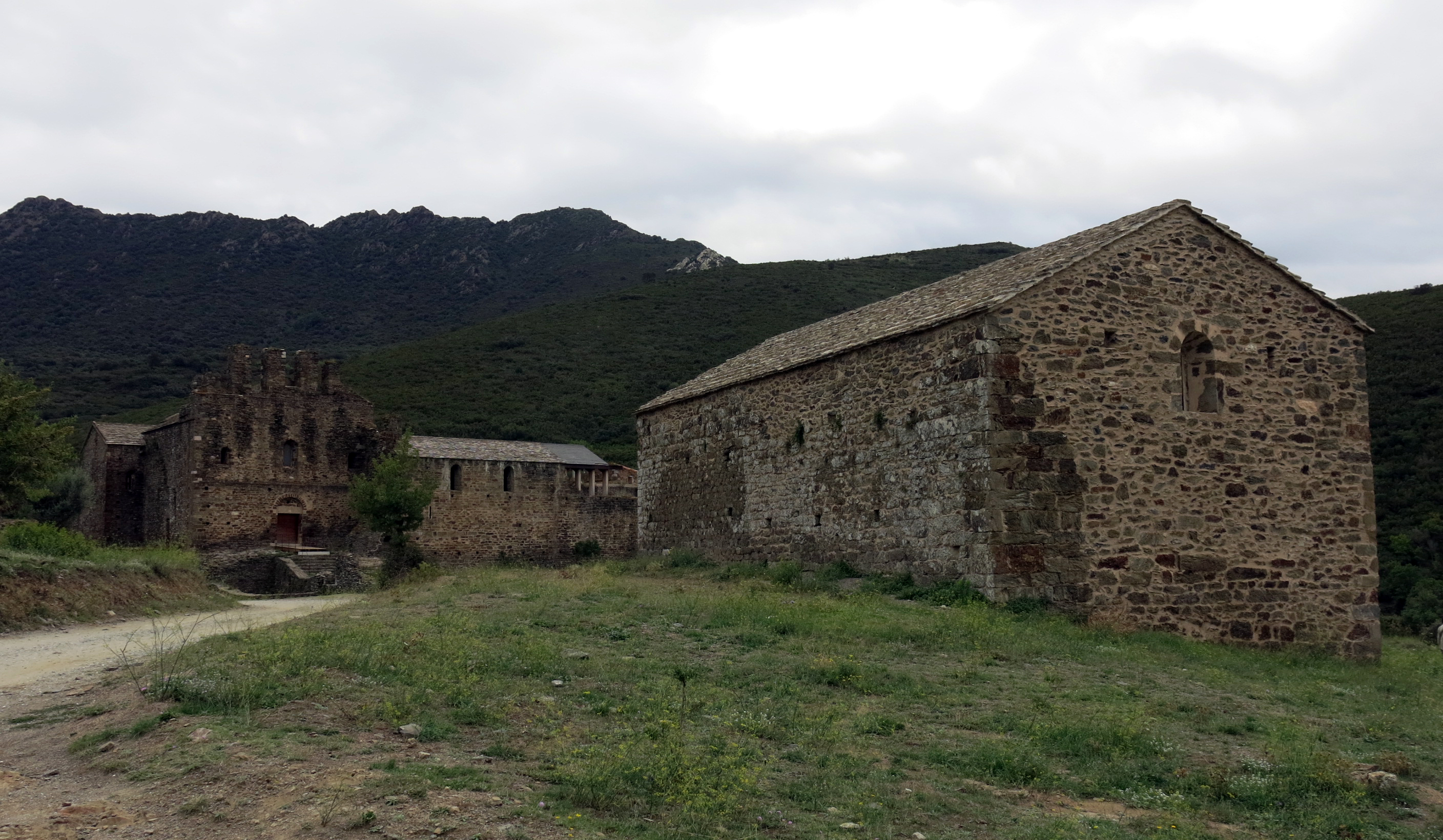
Nordwestseite mit Abtei
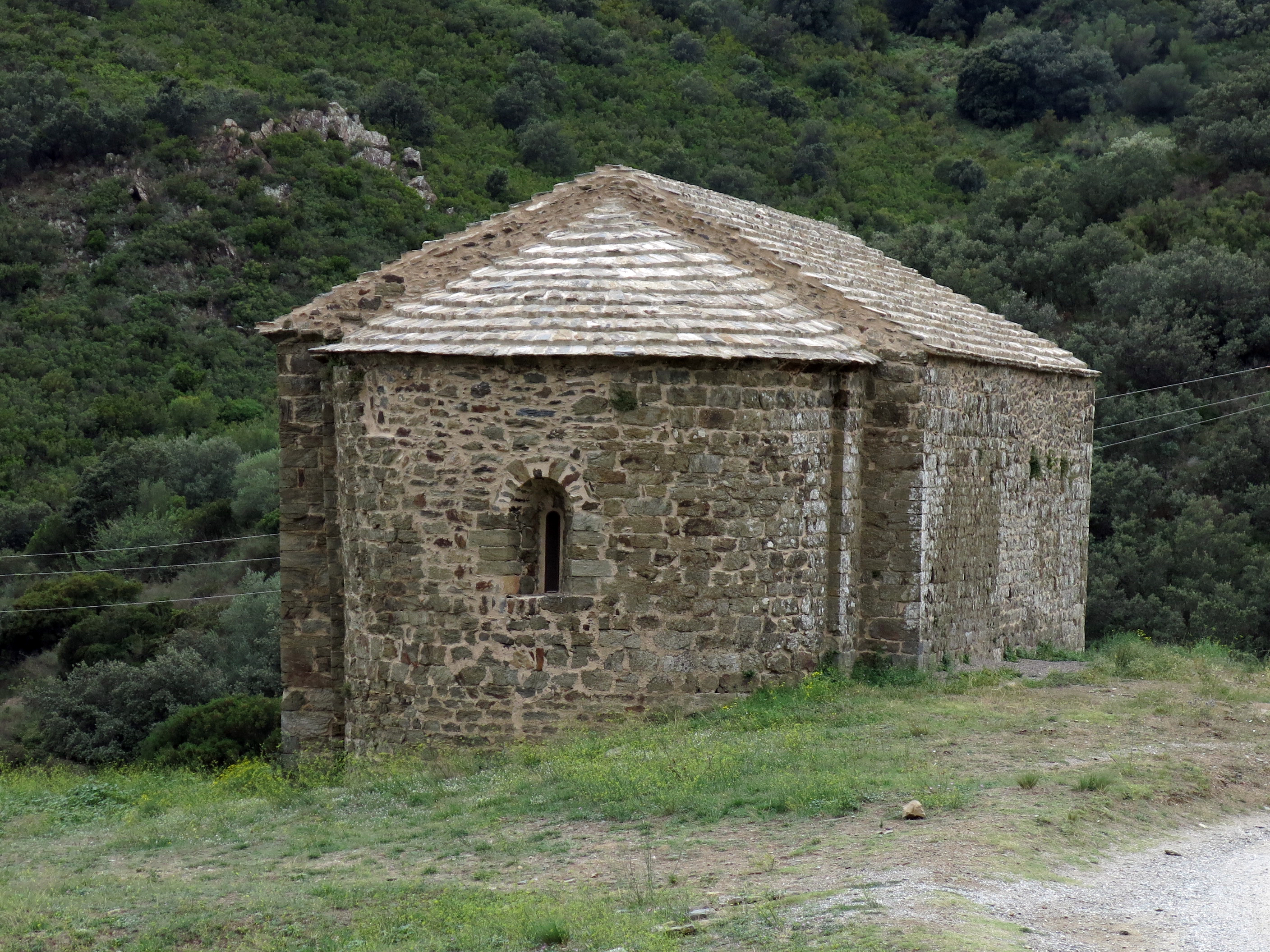
Apsis
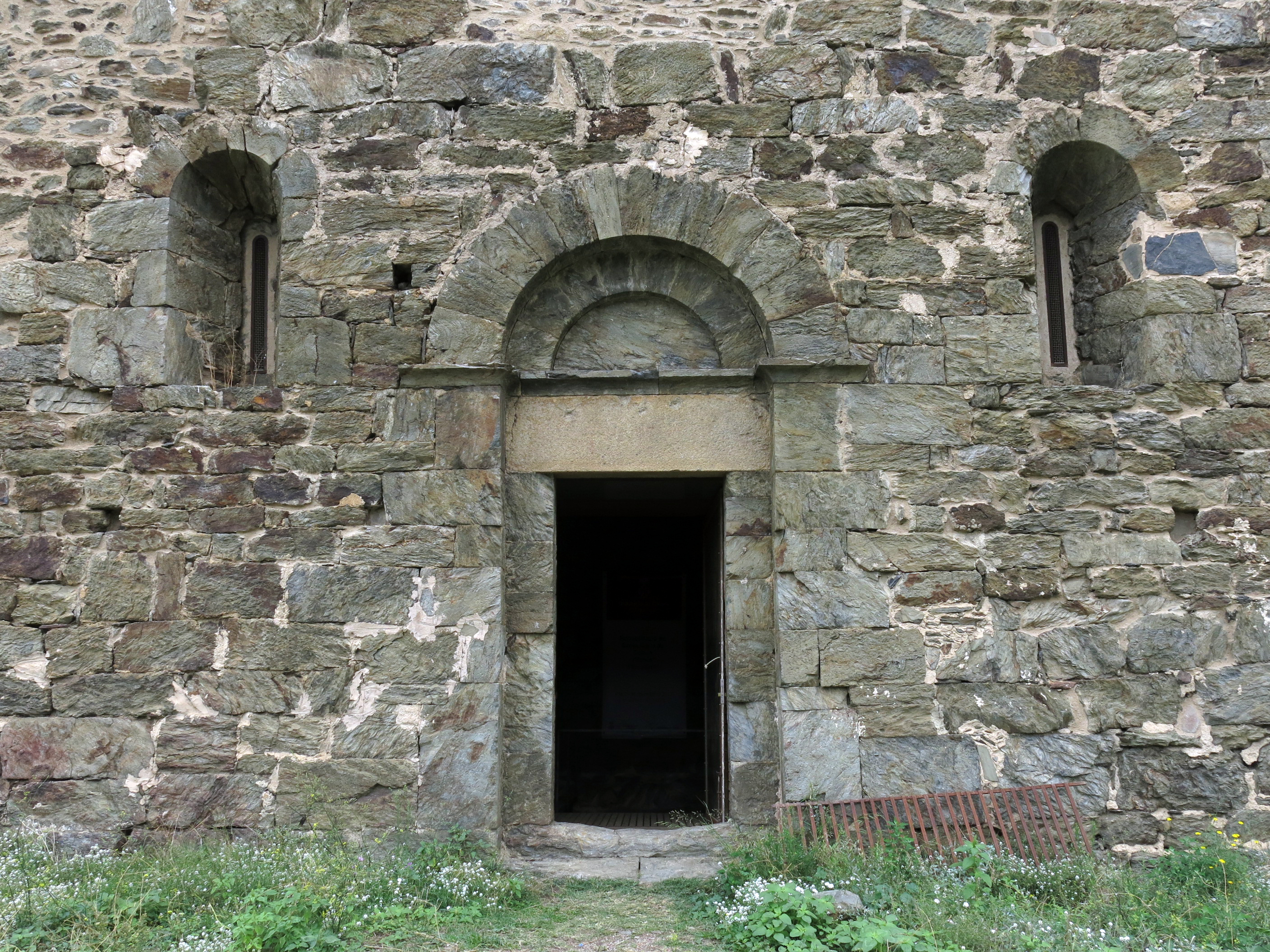
Eingangsportal